# جزیره واوائو
جزیره واوائو (به لاتین: Vavaʻu) یک جزیره در تونگا است که در تونگا واقع شده‌است.

## خصوصیات
جزیره واوائو ۱۴٬۹۲۸ نفر جمعیت دارد و ۱۳۱ متر بالاتر از سطح دریا واقع شده‌است.

## نگارخانه

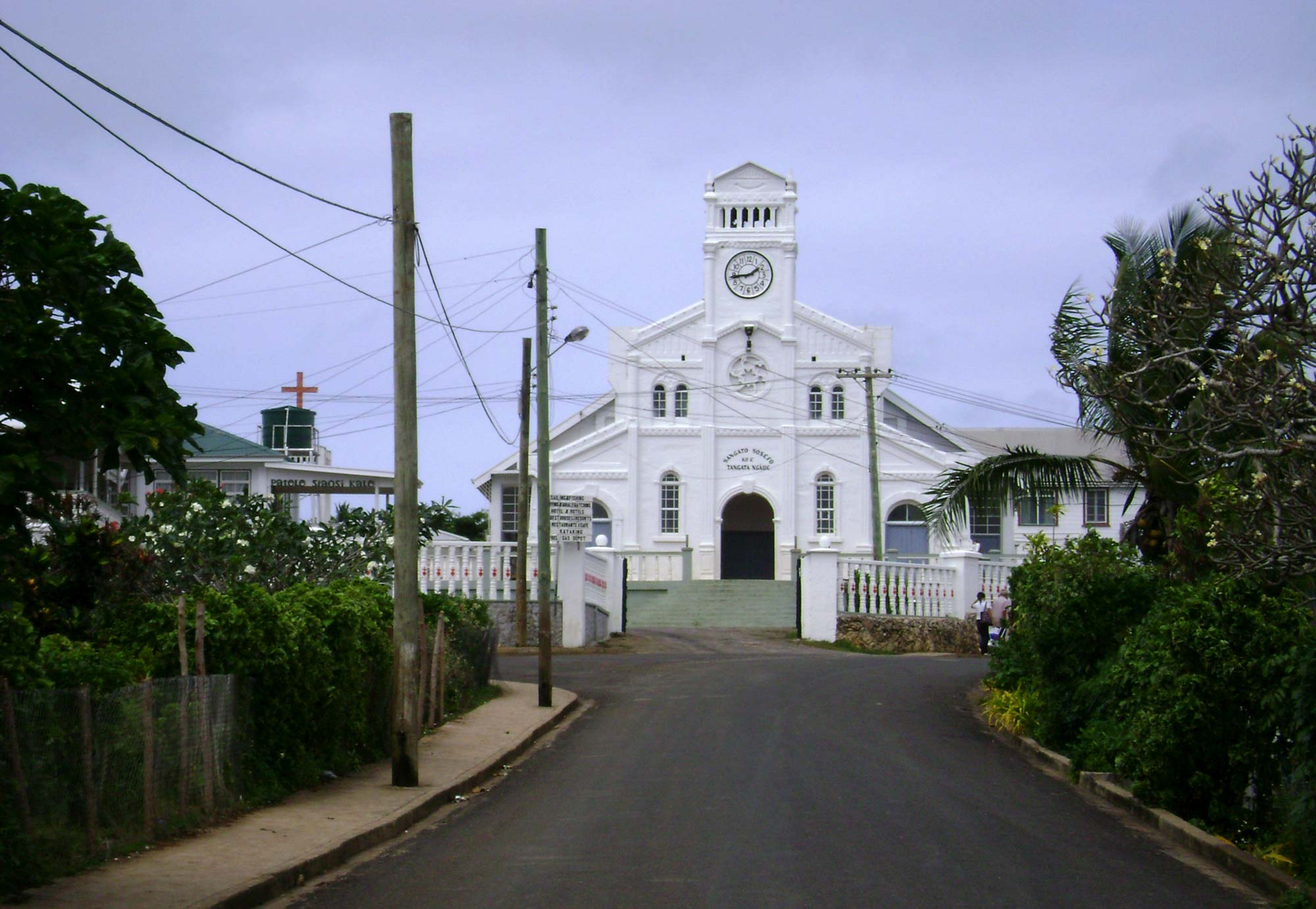
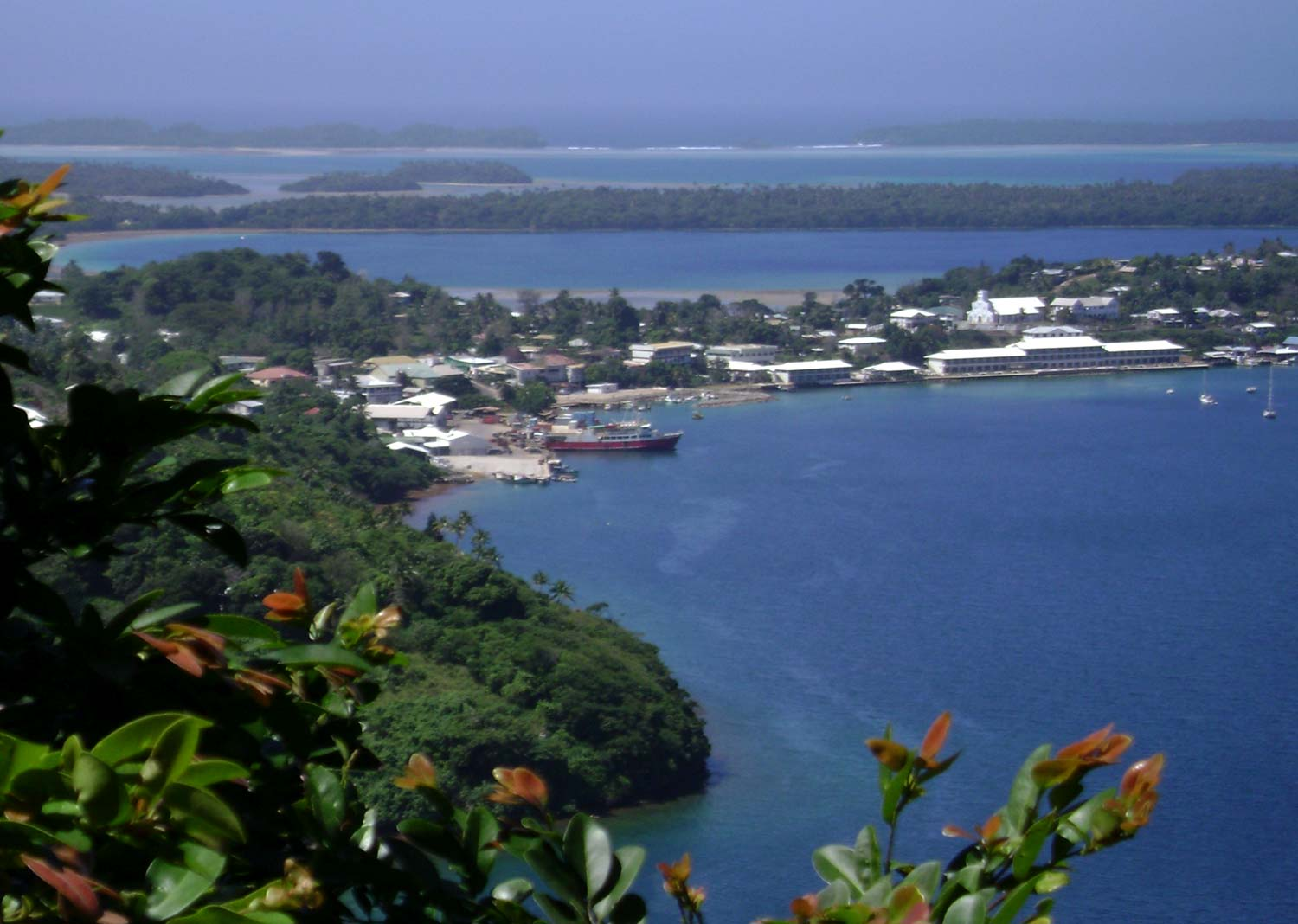
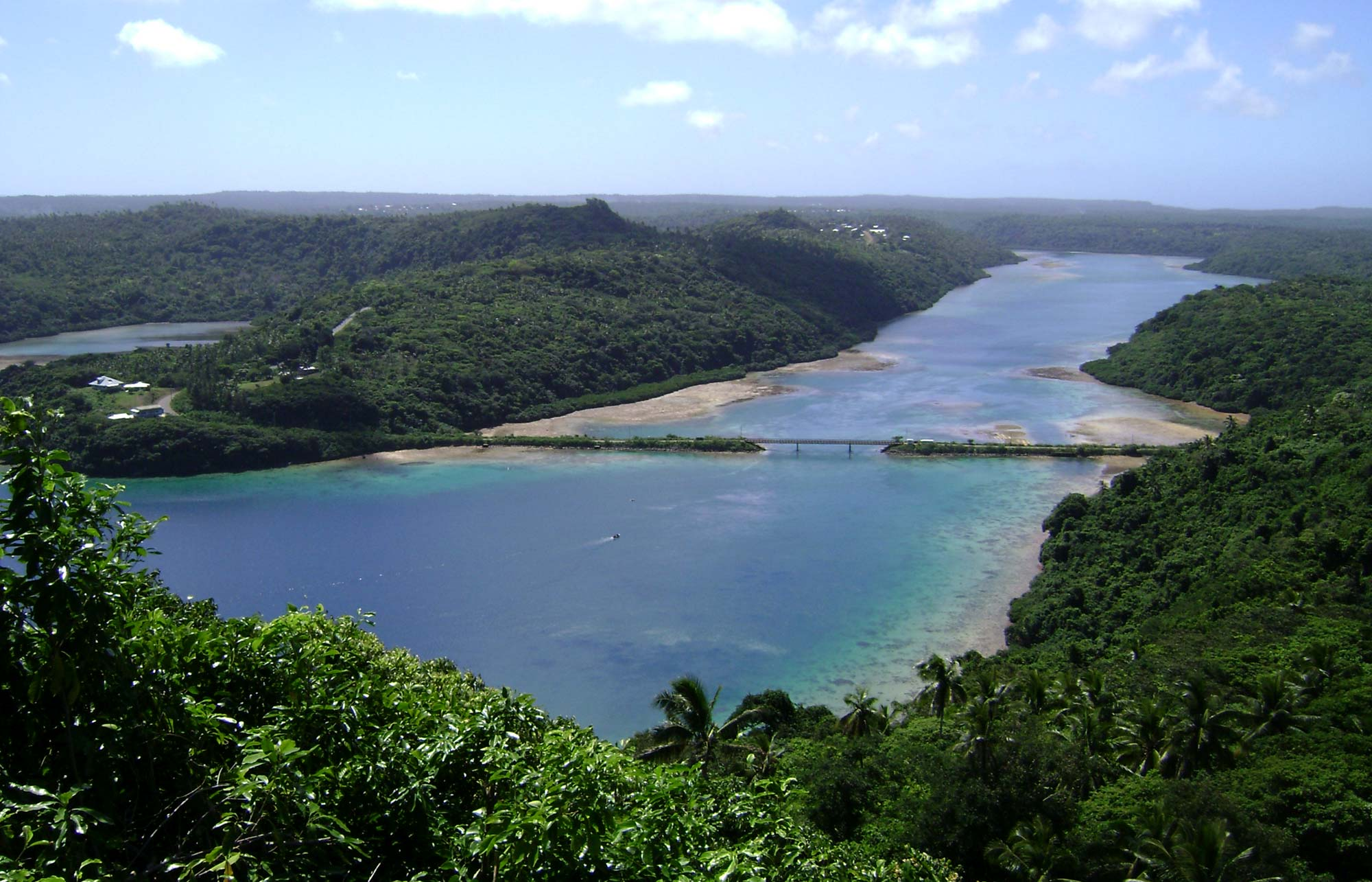
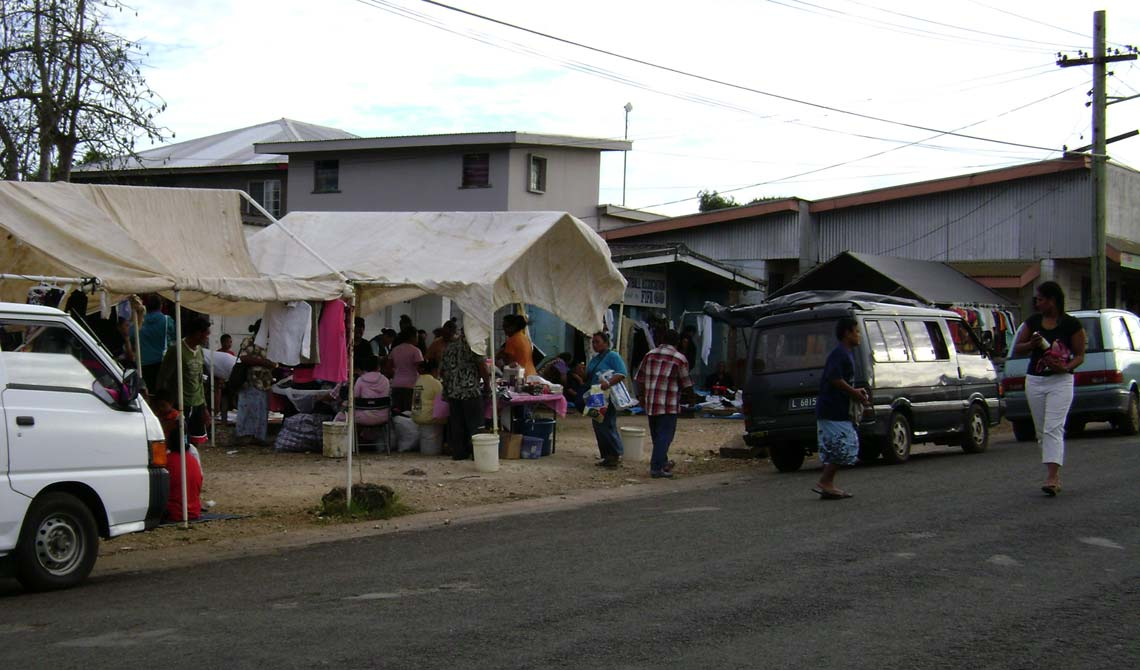